# Choerades marginata
Choerades marginata là một loài ruồi trong họ Asilidae. Choerades marginata được Linnaeus miêu tả năm 1758.

## Hình ảnh

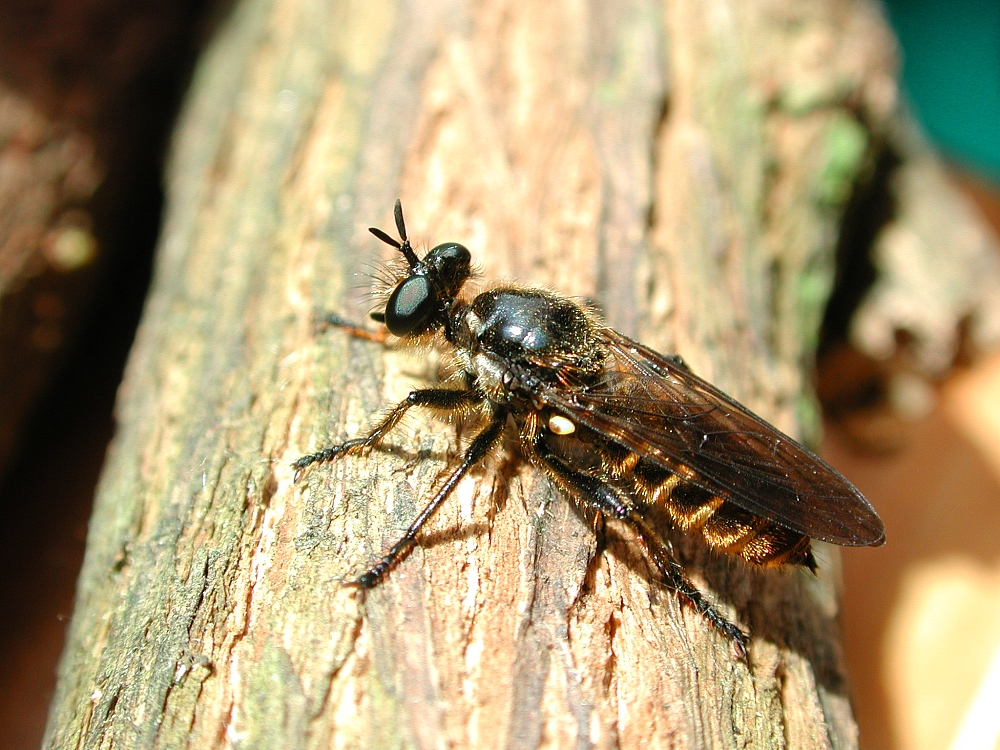
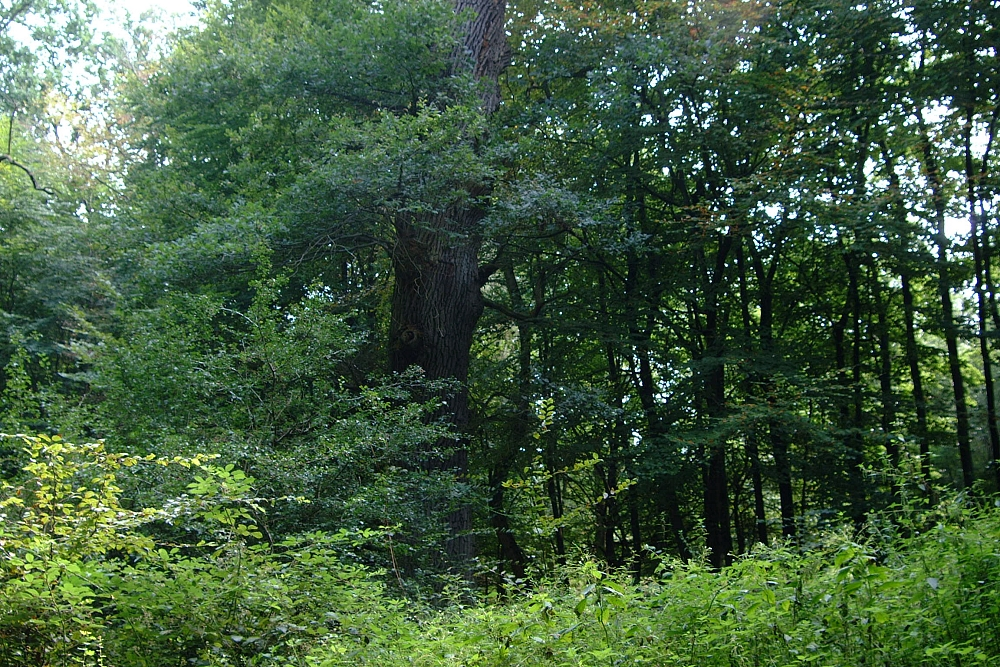
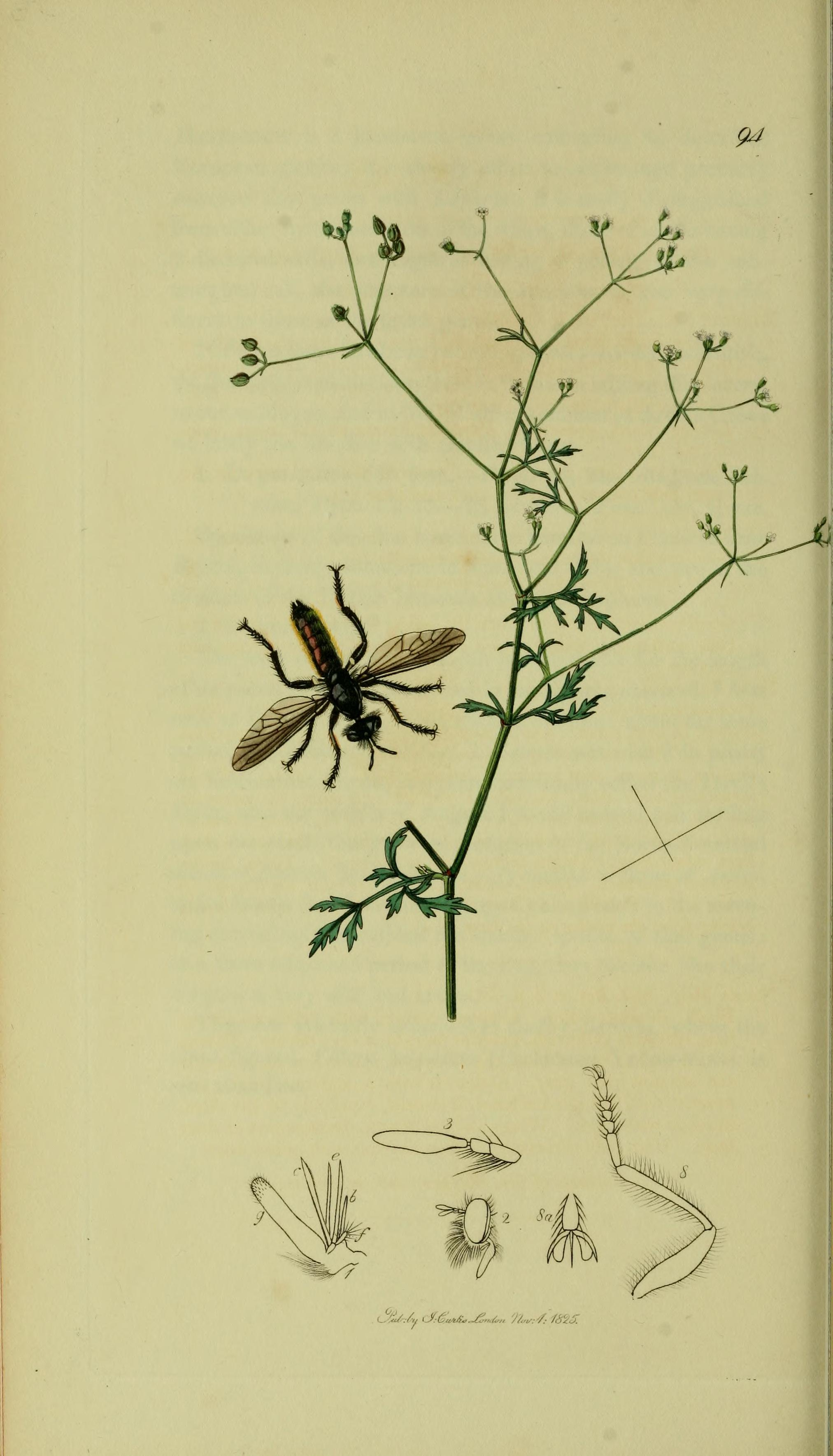
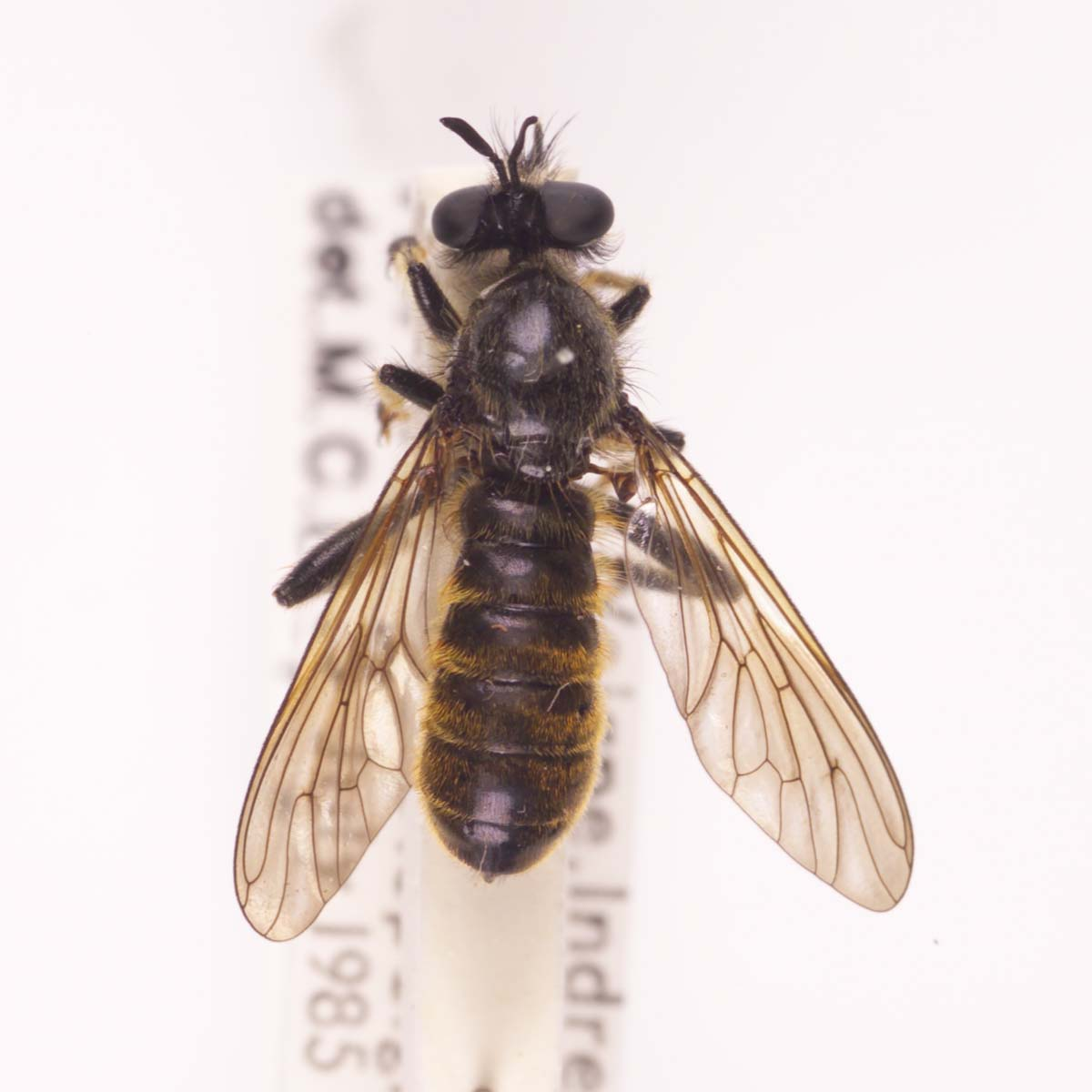